# Орден Святого Михайла і Святого Георгія
Найвидатніший орден Святого Михайла і Святого Георгія (англ. The Most Distinguished Order of St. Michael and St. George) — британський кавалерський орден, заснований 28 квітня 1818 Георгом, принцом Уельським (пізніше Георг IV) під час свого перебування принцом-регентом його батька, Георга III. Орден включає три класи (за убуванням старшинства):
- Лицар або Дама Великого Хреста (GCMG);
- Лицар або Дама Командор (KCMG або DCMG);
- Кавалери (CMG).

Орден використовується для посвячення осіб у цей орден аніж нагородження, що здійснили значні важливі послуги, пов'язані зі Співдружністю або іноземними націями.
Девіз ордену — Auspicium melioris ævi (з лат. «Ознака кращої епохи»). Святі-покровителі Ордену — архангел Михаїл і святий Георгій. Один з найголовніших символів — св. Михаїл уражає Сатану.
Орден займає шосту позицію за старшинством у британській системі нагород, після орденів Підв'язки, Чортополоху, св. Патрика, Лазні та Зірки Індії.
Іноді жартують, що абревіатури означають: «Call Me God» (CMG — «називайте мене Бог»), «Kindly Call Me God»(KCMG — «Прошу називати мене Богом») та «God Calls Me God» (GCMG — «Бог називає мене Богом»). Жартівлива розшифровка стала широко відомою завдяки серіалу «Так, пане міністр», але використовувалась у дипломатичних колах задовго до того.

## Історія
Орден спочатку було створено для увічнення британського протекторату над Іонічними островами (контроль над якими було встановлено 1814; у 1817 острови отримали конституцію). Планувалось нагороджувати ним «уродженців Іонічних островів і острова Мальта, а також залежних від них, та інших подібних суб'єктів Його Величності, які можуть керувати важливими і конфіденційними ситуаціями у Середземномор'ї».
В 1864, однак, протекторат завершився, й Іонічні острови стали частиною Греції. Статут Ордена було переглянуто у 1868; тепер членами Ордена могли стати ті, хто «займає високі і конфіденційні посади у колоніальних володіннях Його Величності, та у нагороду за послуги Короні, що стосувались іноземних справ Імперії». Генерал-губернатори держав Співдружності, зазвичай отримують звання лицаря Великого Хреста або Командорів або ж на початку, або ж наприкінці терміну своєї служби на цих посадах, якщо у відповідної держави немає своєї системи нагород. Цю практику було припинено у Австралії у 1989 році та у Новій Зеландії в 2000.

## Склад
Британський Суверен є Сувереном Ордену і призначає інших членів Ордену (відповідно до звичаю, за рекомендацією уряду). За ним слідує Великий Майстер. Раніше цю посаду займав верховний лорд-комісар Іонічних островів; зараз, однак, Великі Майстри призначаються Сувереном. У дійсний час Великим Майстром є двоюрідний брат Єлизавети II — принц Едвард, герцог Кентський.
Первісно Орден включав 15 лицарів Великого Хреста, 20 лицарів-командорів і 25 кавалерів. Після декількох розширень, зараз встановлено межі у 125, 375 і 1750 осіб відповідно. Члени королівської сім'ї у складі Ордену не враховуються, як і «почесні члени».
У Ордені шість офіцерів: прелат, канцлер, секретар, реєстратор, герольд і пілорус (воротар). Герольд Ордену не є членом Геральдичної Колегії, як і багато інших геральдичних офіцерів. Пілорус Ордену називається також Джентльмен пілорус блакитного жезла; на відміну від такого ж офіцера Ордену Підв'язки (Пілорус Чорного Жезла), він не входить до складу Палати лордів.

## Одежі і атрибути
У найважливіших випадках (наприклад, коронації) члени Ордену одягають відповідні складні вбрання.

## Знаки ордену

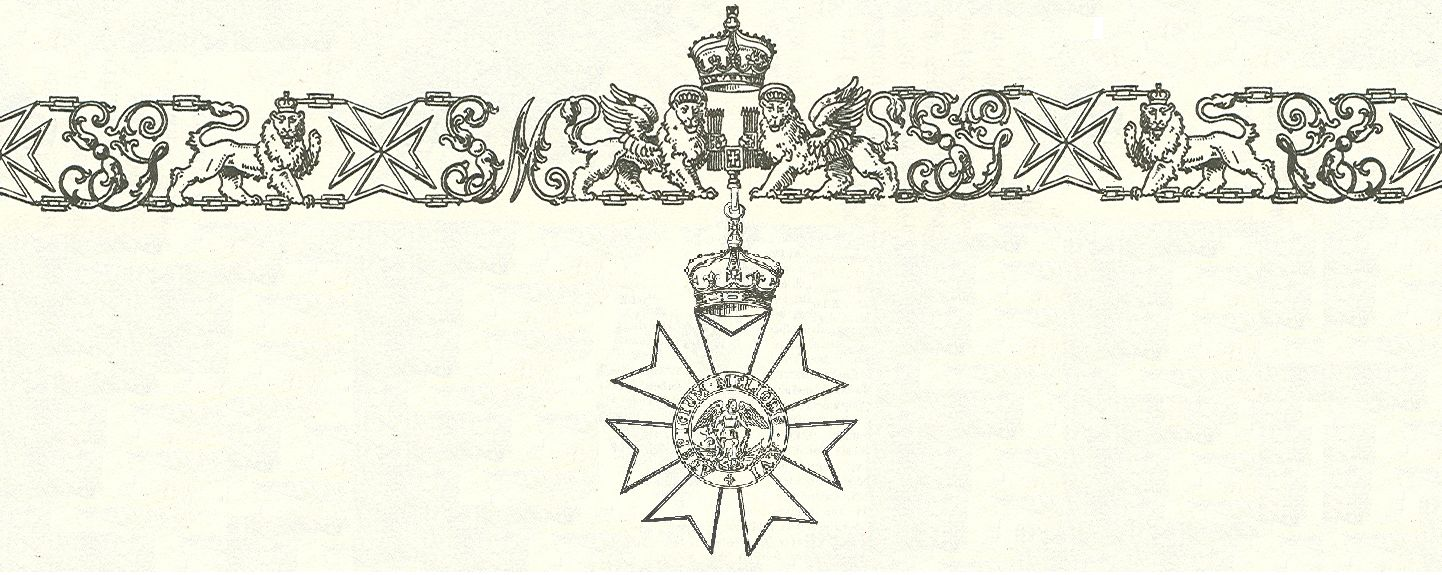
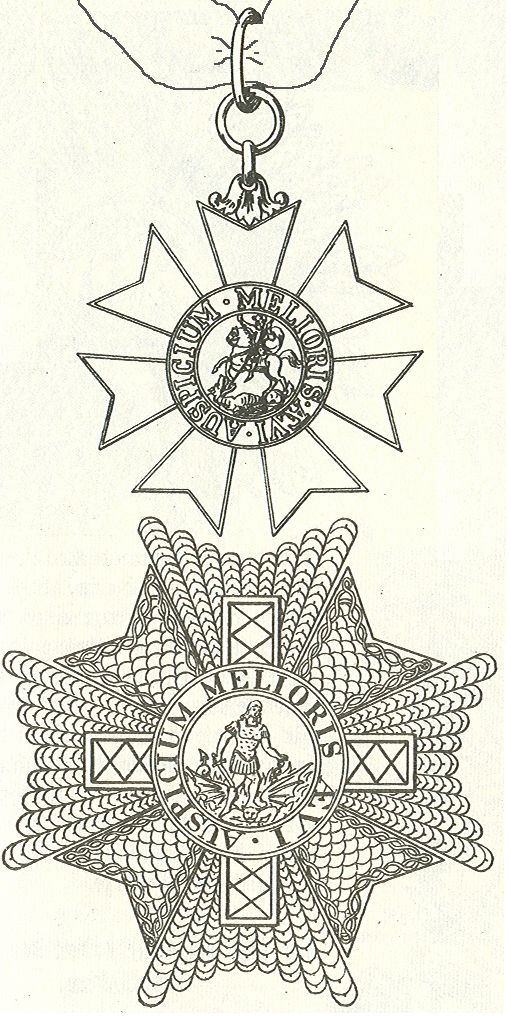
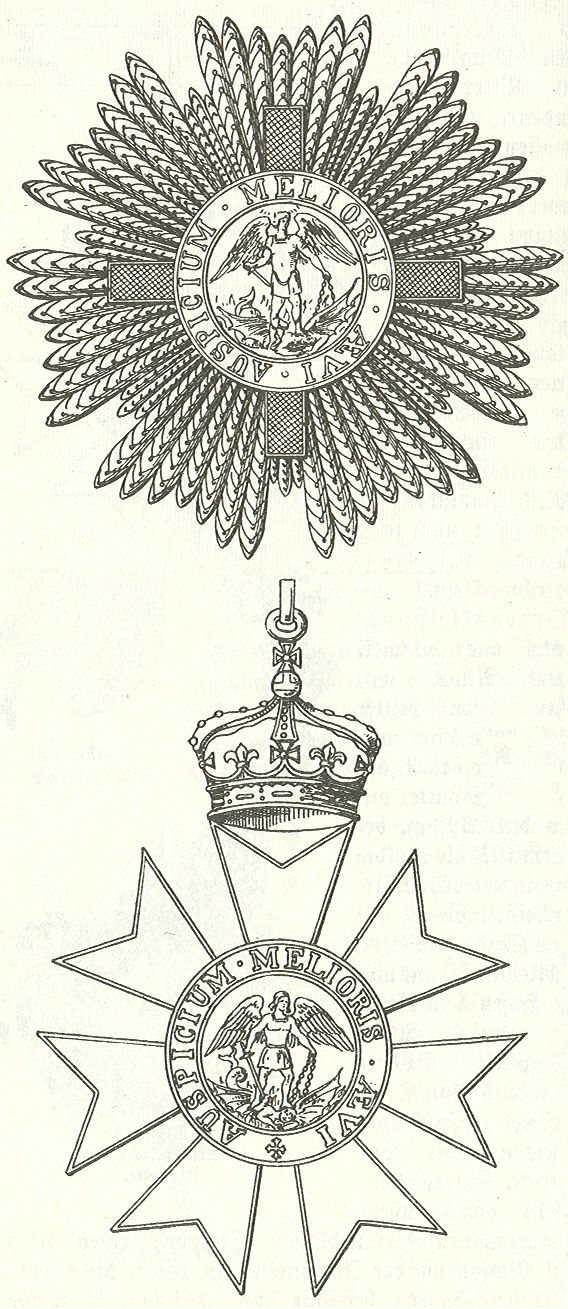

## День нагородження
За традицією указ про нагородження орденами Святого Михайла і Святого Георгія оголошується у день народження британського монарха, офіційне святкування якого відбувається щороку у другу або третю суботу червня.

## Цікаві факти
У 1919 році кавалером ордену став білий «Генерал Харків», а рос. "за необнаружением оного ввиду его несуществования" — командувач Добрармією Володимир Май-Маєвський.
У 1953 році «кавалером Ордену Св. Михайла і Георгія» за книгою став герой романів Яна Флемінґа — агент британської розвідки Джеймс Бонд (згадано у романі «З Росії з любов'ю»).
У 2007 за «заслуги у справі безпеки Сполученого Королівства» звання Компаньйона ордену Святого Михайла і Святого Георгія (CMG) отримав колишній резидент КДБ у Сполученому Королівстві Олег Гордієвський, який більше десяти років був найважливішим секретним агентом Великої Британії у КДБ у останні роки «холодної війни».